# Louis Aubert (compositeur)
Pour les articles homonymes, voir Aubert et Louis Aubert.
Louis François Marie Aubert, né à Paramé (Saint-Malo) le 19 février 1877 et mort à Paris 16e le 9 janvier 1968, est un compositeur, pianiste et critique musical français.

## Biographie
Ses parents, Louis François Marie Aubert et Françoise Marie Larsonneur, armateurs, trouvant qu'il avait quelques dispositions pour la musique et que sa voix de soprano méritait d'être entendue, l'envoient étudier à Paris. Il est choisi pour chanter le Pie Jesu du Requiem de Gabriel Fauré lors de la création de la messe à l'église de la Madeleine en 1888. L'adolescent retrouve Fauré au Conservatoire, dont il fréquente la classe de composition. Au sein de l'établissement, il est aussi l'élève de Lavignac pour l'harmonie et de Diémer pour le piano. Il sera lauréat d'une première médaille de solfège en 1889, d'un second prix de piano en 1893, d'un second prix d'harmonie en 1897 et d'un premier prix d'accompagnement au piano en 1899. 
Aubert est un excellent pianiste et Ravel le choisit pour créer ses Valses nobles et sentimentales, qui lui sont dédiées. Chambriste recherché, il donne aussi de nombreux concerts en compagnie des violonistes Jules Boucherit et Jacques Thibaud.
Comme compositeur, Louis Aubert a beaucoup écrit pour la voix. Son premier ouvrage important est un conte féerique, La Forêt bleue, qui met en scène les personnages des contes de Charles Perrault. L'ouvrage, composé en 1904, est créé avec succès à Boston en 1911 sous la direction d'André Caplet et n'est monté en France qu'en 1924 à l'Opéra-Comique. 
Aubert s'est aussi essayé à la chanson populaire, écrivant notamment des chansons pour Marie Dubas. On lui doit également de nombreuses partitions pour piano et pour orchestre.
Ce Breton, qui adopta le Pays basque, a très peu été inspiré par la Bretagne, à l'exception notable d'un Tombeau de Chateaubriand, poème symphonique pour orchestre composé à l'occasion de la commémoration du centenaire de la mort de l'écrivain, en 1948.
Il collabore comme critique musical à différents titres, tels Chantecler, Paris-Soir ou Opéra. 
Élu à l'Institut en 1956, il succède à Florent Schmitt à la présidence de la Société nationale de musique en 1958. Officier de l'ordre des Arts et des Lettres, il meurt à Paris, quasiment oublié, en 1968.
Compositeur « fécond et raffiné, à la musique élégante mais rigoureuse », Aubert est aussi un savant orchestrateur, à l'image de sa féérie chorégraphique Nuit ensorcelée, suite d'orchestrations de pièces pour piano de Frédéric Chopin, représentée à l'Opéra de Paris en 1923.
Son style est « profondément marqué par les courants impressionnistes du début du XXe siècle ».
Il épouse Suzanne Mairot, fille du colonel Léon Émile Mairot et de Marie Louise Gorius-Mézière, puis Louise Sieyès, fille du comte Léon Sieyès.

## Décorations
- Officier de la Légion d'honneur (1938)
- Commandeur de l'ordre des Palmes académiques (1959)[9]

- Officier de l'ordre des Arts et des Lettres

## Œuvres
Parmi son catalogue musical, figurent :

### Opéra
- La Forêt bleue (créé en 1913)

### Ballets
- La Momie (1903)
- Chrysothémis (1904)
- La Nuit ensorcelée (1922)
- Cinéma (1953)
- La Belle Hélène (1953)

### Musique chorale et vocale
- La Légende du sang, pour récitant, chœur et orchestre (1902)
- Six poèmes arabes, pour voix et orchestre (1907)
- Crépuscules d'automne, cycle de mélodies (Paris, 20 février 1909)
- Nuit mauresque, pour voix et orchestre (1911)
- Les Saisons, pour solo, chœur et orchestre (1937)
- des mélodies

### Musique pour orchestre
- Suite brève (1900)
- Habanera (1918), louée par Émile Vuillermoz : « Il faut lire la partition d'orchestre de la Habanera pour prendre une leçon de goût, de mesure, de clarté et de tact[2] »
- Dryade (1921)
- Caprice pour violon et orchestre (1925)
- Feuille d'images, suite symphonique (Paris, 7 mars 1931)
- Offrande (1947)
- Le Tombeau de Chateaubriand (1948)

### Musique de chambre et instrumentale
- Sillages..., 3 pièces pour piano (1908-1912)
- Sonate pour violon et piano (1927)
- Improvisation pour 2 guitares (1960)

## Publications

### Ouvrages
- L'Orchestre (avec Marcel Landowski), Paris, coll. Que sais-je ? no 495, PUF, 1951 (3eéd. 1964), 126 p. [4] (OCLC 901819601).

### Articles, discours et notices
- Notice sur la vie et les travaux de Gustave Charpentier, Paris, Firmin-Didot, 1956[4] (OCLC 490998363).

### Correspondances
- Maurice Ravel, L'intégrale : Correspondance (1895-1937), écrits et entretiens : édition établie, présentée et annotée par Manuel Cornejo, Paris, Le Passeur Éditeur, 2018, 1769 p. (ISBN 978-2-36890-577-7 et 2-36890-577-4, BNF 45607052)Contient 1 correspondance collective de 1910 du comité de la Société musicale indépendante à Maurice Ravel (n°342), 1 correspondance de Louis Aubert à la harpiste Henriette Renié de 1923 (n°1586), le manifeste du comité fondateur de la SMI de 1910 (n°2550), 1 lettre collective -droit de réponse- de 1910 cosignée par Louis Aubert, Raoul Bardac, Maurice Delage, Maurice Ravel et Florent Schmitt au directeur du Courrier musical (n°2551), 1 manifeste de 1932 en faveur de Jacques Rouché (n°2563), 1 pétition de 1935 pour la réorganisation de la radiodiffusion d'État (n°2564)

## Discographie
- Orchestral Works (Offrande, Cinéma, Dryade, Feuille d'images, Tombeau de Chateaubriand)[10] par l'Orchestre philharmonique de Rhénanie-Palatinat, Leif Segerstam (dir.), Marco Polo 8.223531, 1994 ;
- Mélodies (Six poèmes arabes, etc.) par Françoise Masset (soprano), Christophe Crapez (ténor) et Claude Lavoix (piano), Maguelone MAG 111.134, 2003 (premier enregistrement mondial) ;
- Piano Works (Sillages, etc.), par Cristina Ariagno (piano), Brilliant Classics 9064, 2009 ;
- Sillages, Sonate pour violon et piano, Habanera (version pour piano à 4 mains), Feuille d'images, Jean-Pierre Armengaud (piano), Alessandro Fagiuoli, (violon), Olivier Chauzu (piano), Grand Piano GP 648, 2015 ;
- Sonate pour violon et piano, Caprice, 2 Romances, Aubade, Madrigal sur 2 noms, Sillages, Lutins, Trois esquisses, Stéphanie Moraly (violon), Romain David (piano), Azur, 2018.

## Hommages
Plusieurs villes de Bretagne ont donné son nom à une rue ; on peut citer notamment Lorient, Paramé, Saint-Malo, Vannes.

#### Ouvrages
- Louis Vuillemin, Louis Aubert et son œuvre, Paris, Durand, 1921 (BNF 31610423)
- Louis Aubert (1877-1968) : un compositeur entre trois époques, Bruxelles, Peter Lang, 2024 (ISBN 9783034348997) Ouvrage collectif sous la direction de Ludovic Florin et Stéphanie Moraly

#### Articles, chapitres d'ouvrages, notices
- Robert Bernard, « L. Aubert », La Revue musicale, VIII, 1927 (OCLC 716199573).
- Article dans le mensuel La Bretagne à Paris, juin 1956.
- Vladimir Jankélévitch, Ravel, Paris, Seuil, coll. Solfèges, 1956.
- Marcel Landowski et Guy Morançon, Louis Aubert. 1967, Durand (OCLC 460495184).
- Notice sur la vie et les travaux de Louis Aubert (1877-1968) par Tony Aubin (1970).
- H. Corbes, « Louis Aubert compositeur malouin » dans Bulletin de la société d'histoire et d'archéologie de Saint-Malo, 1981.
- Jean-Jacques Rouveroux et Marc Vignal (dir.), Dictionnaire de la musique, Paris, Larousse, 2005 (1re éd. 1982), 1516 p. (OCLC 896013420, lire en ligne), p. 39.
- Vefa de Bellaing, Dictionnaire des compositeurs de musique en Bretagne, Nantes, Ouest Éditions, 1992, 280 p. (ISBN 2-908261-11-1), p. 27-28.
- Marc Honegger, « Aubert, Louis François Marie », dans Dictionnaire de la musique : Les hommes et leurs œuvres, Éditions Bordas, coll. « Science de la Musique », 1993, 2e éd. (1re éd. 1979), viii-682, Tome I (A-K) (OCLC 312098944), p. 45.
- Theodore Baker et Nicolas Slonimsky (trad. de l'anglais par Marie-Stella Pâris, préf. Nicolas Slonimsky), Dictionnaire biographique des musiciens [« Baker's Biographical Dictionary of Musicians »], t. 1 : A-G, Paris, Robert Laffont, coll. « Bouquins », 1995 (réimpr. 1905, 1919, 1940, 1958, 1978), 8e éd. (1re éd. 1900), 4728 p. (ISBN 2-221-06510-7)
- Emmanuel Salmon-Legagneur (dir.) et al. (préf. Yvon Bourges, anc. ministre, prés. du conseil régional de Bretagne), Les noms qui ont fait l'histoire de Bretagne : 1 000 noms pour les rues de Bretagne, Spézet, Coop Breizh et Institut culturel de Bretagne, 1997, 446 p. (ISBN 978-2-84346-032-6), p. 34-35Notice d'Emmanuel Salmon-Legagneur et Vefa de Bellaing.
- Mikael Bodlore-Penlaez, Aldo Ripoche, Musique classique bretonne / Sonerezh klasel Breizh, (édition bilingue français-breton), Coop Breizh, 2013, 96 p.